# 413
413 је била проста година.

## Догађаји
- Хераклијан, римски узурпатор, искрцава се у Италији са великом војском да се бори против цара Хонорија. Поражен је у Умбрији и бежи у Картагину, где су га Хоноријеви изасланици убили.
- 8. мај – Хонорије потписује едикт којим се предвиђају пореске олакшице за италијанске провинције Тусца, Кампанија, Пиценум, Самниум, Апулија, Луканија и Калабрија, које су опљачкали Визиготи.
- Визиготи, предвођени краљем Атаулфом, силом оружја освајају градове Тулуз и Бордо. Након успешне опсаде Валенце, он заробљава узурпатора Јовина и његовог брата Себастијана. У Нарбони су погубљени, а њихове главе послате на Хоноријев суд у Равену.
- Кумарагупта I је наследио свог оца Чандрагупту II на месту цара Гупта царства (Индија).
- Јангсу постаје владар корејског краљевства Гогурјео.
- Августин Хипонски, 59 година, почиње да пише своју духовну књигу Де Цивитате Деи (Град Божји), као одговор на оптужбе да је хришћанство одговорно за пад Римског царства.